# Mad Grandiose Bloodfiends
Mad Grandiose Bloodfiends är det norska black metal-bandet Ancients tredje studioalbum, utgivet 1997 av skivbolaget Metal Blade Records.

## Låtlista
1. "Malkavian Twilight" (instrumental) – 0:39
2. "A Mad Blood Scenario" – 4:23
3. "The Draining" – 5:26
4. "Um Sonho Psycodelico" – 4:01
5. "Sleeping Princess of the Arges" – 6:32
6. "Her Northern Majesty" – 5:51
7. "Blackeyes" – 7:21
8. "The Emerald Tablet" – 7:14
9. "Willothewisp" – 7:22
10. "Neptune" (instrumental) – 2:37
11. "5" (instrumental) – 4:10
12. "Hecate, My Love and Lust" – 6:04
13. "Vampirize Natasha" – 2:34
14. "Black Funeral" (Mercyful Fate-cover) – 2:50

- Text: Kaiaphas (spår 2–5, 12, 13), Thorne (aka Scareifina, spår 6–9), King Diamond (spår 14)
- Musik: Aphazel (spår 1, 3, 4, 6, 8, 10, 12), Aphazel/Kaiaphas (spår 2), Jesus Christ! (spår 5, 7, 9), Kaiaphas (spår 11), Aphazel/Jesus Christ!/Kaiaphas (spår 13), Hank Shermann (spår 14)

## Medverkande
Musiker (Ancient-medlemmar)
- Aphazel (Magnus Garvik) – gitarr, basgitarr, keyboard
- Kaiaphas (Valério Costa) – sång, trummor, percussion
- Jesus Christ! (David Sciumbata) – gitarr, basgitarr, keyboard, cello, piano
- Erichte (Christie Lunde) – sång

Produktion
- Aphazel – producent
- Doug Johnston – ljudtekniker, ljudmix
- Nicholas E.W. Syracuse – foto
- Craig Johnston – typografi